# Danaina
De Danaina zijn een subtribus van vlinders uit de tribus van de Danaini van de familie van de Nymphalidae. De wetenschappelijke naam is voor het eerst gepubliceerd in 1833 door Jean Baptiste Boisduval.

## Geslachten
- Danaus Kluk, 1780
- Tiradelphe Ackery & Vane-Wright, 1984
- Tirumala Moore, 1880